# 小行星11249
小行星11249（11249 Etna）是一颗绕太阳运转的小行星，为主小行星带小行星。该小行星于1971年3月24日发现。

## 轨道参数
小行星11249的轨道半长轴为3.9622169 UA，离心率为0.197。